# The Dumpy Books for Children
The Dumpy Books for Children, kurz Dumpy Books, war eine Reihe von kleinformatigen Kinderbüchern, die von E. V. Lucas (1868–1938) ausgewählt und zwischen 1897 und 1904 von dem britischen Verleger Grant Richards veröffentlicht wurden. Weitere Bücher erschienen bei Chatto & Windus und bei Sampson, Low.

## Übersicht

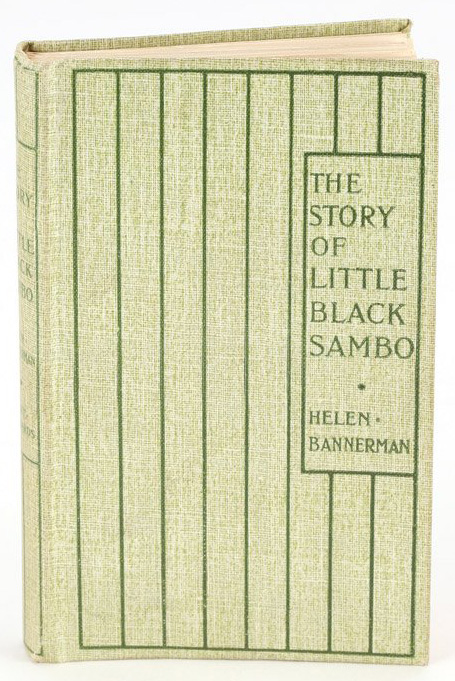
Kleiner schwarzer Sambo (ein Band der Reihe)

| Nr. | Titel                                | Autor                           | Illustrator       | Jahr |
| --- | ------------------------------------ | ------------------------------- | ----------------- | ---- |
| 01  | The Flamp and Other Stories          | E. V. Lucas                     |                   | 1897 |
| 02  | Mrs Turner's Cautionary Stories      |                                 |                   | 1897 |
| 03  | The Bad Family and Other Stories     | Mrs. Fenwick                    |                   | 1899 |
| 04  | The Story of Little Black Sambo      | Helen Bannerman                 | Helen Bannerman   | 1899 |
| 05  | The Bountiful Lady                   | Thomas Cobb                     |                   | 1900 |
| 06  | A Cat Book                           | E. V. Lucas                     | H. Officer Smith  | 1901 |
| 07  | A Flower Book                        | Eden Coybee                     | Nellie Benson     | 1901 |
| 08  | The Pink Knight                      | J. R. Monsell                   | J. R. Monsell     | 1901 |
| 09  | The Little Clown                     | Thomas Cobb                     |                   | 1901 |
| 10  | A Horse Book                         | Mary Tourtel                    |                   | 1901 |
| 11  | Little People: An Alphabet           | T. W. H. Crosland               | Henry Mayer       | 1901 |
| 12  | A Dog Book                           | Ethel Bicknell                  | C. Moore Park     | 1902 |
| 13  | The Adventures of Samuel and Selina  | Jean C. Archer                  |                   | 1902 |
| 14  | The Little Lost Girl                 | Eleanor Raper                   |                   | 1902 |
| 15  | Dollies                              | Richard Hunter                  | Ruth Cobb         | 1902 |
| 16  | The Bad Mrs. Ginger                  | Honor C. Appleton               | 1902              |      |
| 17  | Peter Piper's Practical Principles   |                                 |                   | 1902 |
| 18  | The Little White Barbara             | Eleanor S. March                |                   | 1902 |
| 19  | Japanese Dumpy                       | Yoshio Markino                  | Yoshio Markino    | 1903 |
| 20  | Towlocks and His Wooden Horse        | Alice Appleton                  | Honor C. Appleton | 1903 |
| 21  | The Three Little Foxes               | Mary Tourtel                    |                   | 1903 |
| 22  | The Old Man's Bag                    | T. W. H. Crosland               | J. R. Monsell     | 1903 |
| 23  | The Three Goblins                    | M. G. Taggart                   |                   | 1903 |
| 24  | Dumpy Proverbs                       | Honor C. Appleton               | Honor C. Appleton | 1903 |
| 25  | More Dollies                         | Richard Hunter                  | Ruth Cobb         | 1903 |
| 26  | Little Yellow Wang-Lo                | M.C. Bell                       |                   | 1903 |
| 27  | Plain Jane                           | G. M. George                    | G. M. C. Fry      | 1903 |
| 28  | The Sooty Man                        | E. B. Mackinnon and Eden Coybee |                   | 1903 |
| 29  | Fishy Winkle                         | Jean Archer                     | Jean Archer       | 1903 |
| 30  | Rosalina                             | Jean Archer                     |                   | 1904 |
| 31  | Sammy and the Snarliwink             | Lena und Norman Ault            |                   | 1904 |
| 32  | The Motor Car Dumpy book Digitalisat | T. W. H. Crosland               | J. R. Monsell     | 1904 |
| 33  | Irene's Christmas Party              | Richard Hunter                  | Ruth Cobb         | 1904 |
| 34  | The Little Soldier Book              | Jessie Pope                     | Henry Mayer       | 1907 |
| 35  | A Dutch Doll's Ditties               | C. Aubrey Moore                 |                   | 1907 |
| 36  | Ten Little Nigger Boys               | Nora Case                       |                   | 1907 |
| 37  | Humpty Dumpty's Little Son           | Helen Reid Cross                |                   | 1907 |
| 38  | Simple Simon                         | Helen Reid Cross                |                   |      |
| 39  | The Little Frenchman                 | Eden Coybee                     | K. J. Fricero     |      |
| 40  | The Story of an Irish Potato         | Lily Schofield                  |                   |      |